# Cholovocera fleischeri
Cholovocera fleischeri is een keversoort uit de familie zwamkevers (Endomychidae). De wetenschappelijke naam van de soort werd in 1902 gepubliceerd door Edmund Reitter.